# Mafraq
Al Mafraq (en árabe: مدينة المفرق) es una ciudad de Jordania, capital de la gobernación homónima y principal localidad al norte del país. Se encuentra a ochenta kilómetros al norte de Amán, capital del país, en medio del amplio desierto sirio. La única forma de llegar a la localidad es por carretera, siendo atravesada por la autopista que conecta Riad con la costa mediterránea. También posee una estación de ferrocarril, establecida por los aliados en la ciudad durante la Segunda Guerra Mundial.